# Bergbau in Schleswig-Holstein

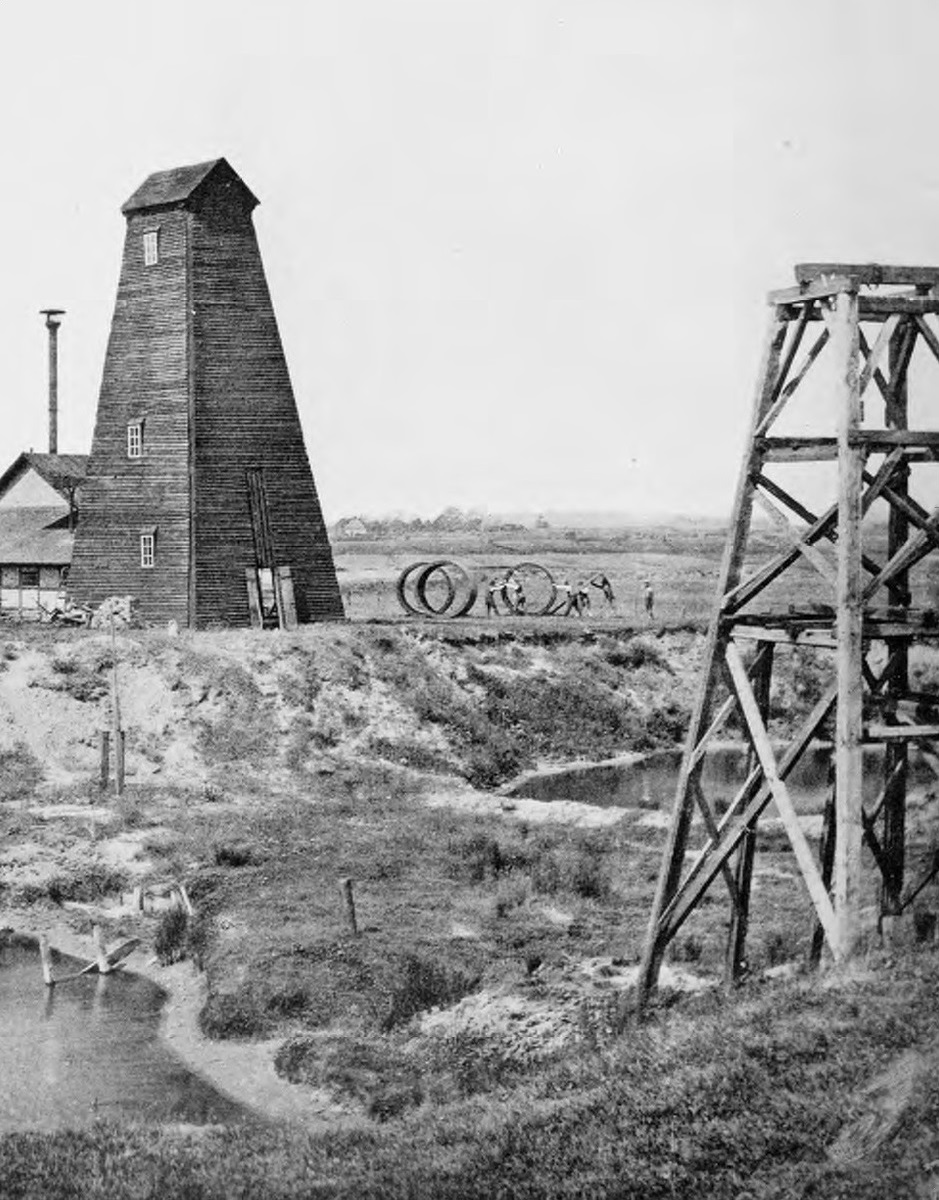
Ölkreidebergwerk Heide, 1882

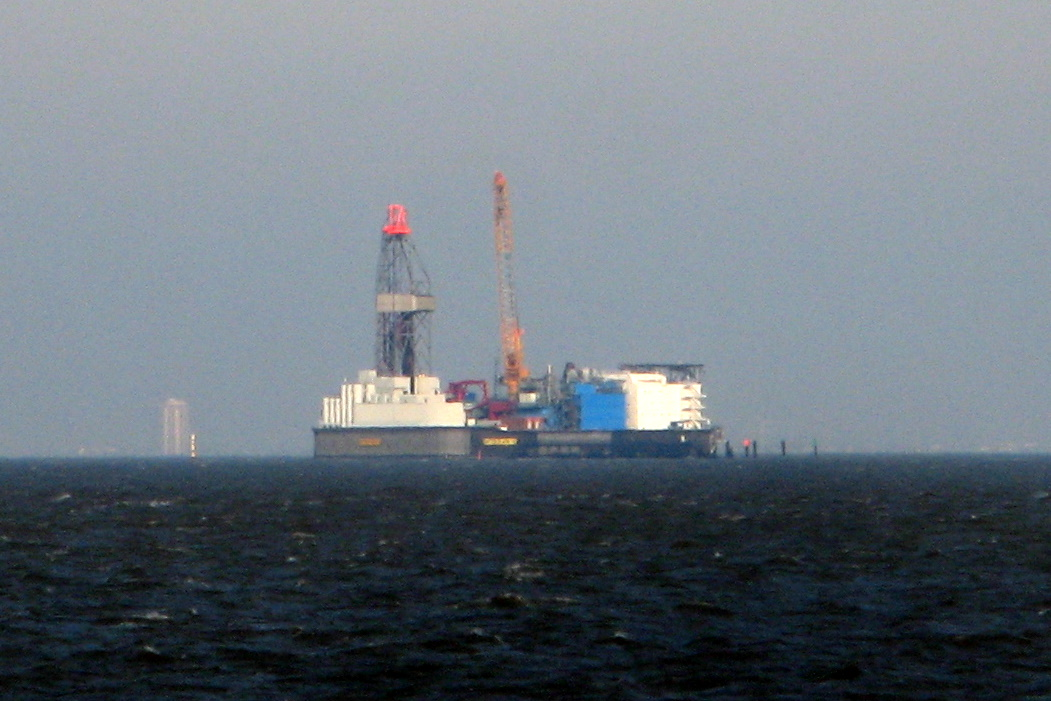
Bohrinsel auf dem Feld Mittelplate, 2008

Der Bergbau in Schleswig-Holstein fokussiert sich insbesondere auf die Förderung von Erdöl, teilweise offshore.

## Geschichte
Im 12. und 13. Jahrhundert wurden Kupfervorkommen auf Helgoland abgebaut.
Seit dem 19. Jahrhundert wurden in Schleswig-Holstein Vorkommen von Erdöl entdeckt und seit Beginn des 20. Jahrhunderts genutzt. Ein  erstes Hydraulic Fracturing wurde bereits 1955 durchgeführt, zuletzt 1994. Bei den bekannten Feldern bestehen teilweise noch Potentiale der Förderung.
- 1856 entdeckte ein Bauer bei Brunnenbauarbeiten Erdöl bei Heide. Zwischen 1919 und 1921 wurde das Ölkreidebergwerk Heide gebaut. Es wurde im Schachtverfahren gearbeitet.[3][4] Die Förderung wurde in den 1950ern auf Ostholstein ausgedehnt.

- Erdölfeld „Schwedeneck-See“: In der Eckernförder Bucht wurden zwischen 1984 und 2000 von zwei Förderinseln 3,44 Mio. Tonnen Erdöl gefördert. Auf dem landseitigen Teil wurden zwischen 1956 und 1991 0,76 Mio. Tonnen Erdöl gefördert. Es wird davon ausgegangen, dass noch ein Potential von 400.000 Tonnen besteht.[1]

- Erdölfeld „Plön-Ost“: Die Erdöllagerstätte befindet sich am Ostrand des Ostholsteintrogs. Zwischen 1958 und 1999 wurden 7,25 Mio. Tonnen Erdöl gefördert. Man geht von einem Restpotenzial von 120.000 Tonnen aus.[1]

- Erdölfeld „Preetz“: Das Feld befinde sich an der Westflanke des Ostholsteintrogs. Gefördert wurden von 1962 bis 1998 etwa 1,74 Mio. Tonnen Erdöl. Man geht von einem Restpotential von 140.000 Tonnen aus.[1]

- Erdölfeld „Warnau“: Zwischen 1957 und 1986 wurden etwa 43.000 Tonnen Erdöl gefördert.[1][5]

- Erdölfeld „Boostedt-Plön“: Der kleinere RWE-Dea-Anteil „Plön“ wurde bereits 1994 aufgegeben.[1]

- Erdölfeld „Preetz“[1]

- Erdölfeld „Mittelplate“: Es liegt in der Nordsee vor Dithmarschen.[1]